# Lijst van Lowland single malts

Lowland
Highland
Speyside
Island
Campbeltown
Islay

Deze lijst bevat single malt whisky's die worden geproduceerd in de Schotse Laaglanden.
| Naam                             | Leeftijd (jaren) | Percentage alcohol | Distilleerderij | Eigenaar              |
| -------------------------------- | ---------------- | ------------------ | --------------- | --------------------- |
| Auchentoshan Three Wood          | -                | 46%                | Auchentoshan    | Morrison Bowmore Ltd. |
| Bladnoch Cow Label               | 10               | 55%                | Bladnoch        | Raymond Armstrong     |
| Glenkinchie 12 Year Old          | 12               | 43%                | Glenkinchie     | Diageo                |
| McClelland's Lowland single malt | -                | 40%                | -               | Morrison Bowmore Ltd. |

Nog te koop, maar worden niet meer geproduceerd:
- Rosebank
- Kinclaith
- St. Magdalene
- Ladyburn
- Inverleven
- Littlemill